# CR322 (Luxemburg)
De CR322 (Chemin Repris 322) is een verkeersroute in Luxemburg tussen Kautenbach (CR331) en Vianden (N17). De route heeft een lengte van ongeveer 24 kilometer.

## Routeverloop
In Kautenbach begint de route op knooppunt van 3 wegen, 2 rivieren en een spoorlijn: N25, CR322, CR331, rivier Wiltz, rivier Clerve en spoorlijn Kautenbach - Wiltz. Vanuit dit punt gaat de route omhoog en richting het noordoosten. Vanaf Consthum blijft de weg op redelijk constante hoogte. Na de aansluiting met de N7 gaat de route naar het zuidoosten richting Vianden. Vanaf de Niklosberg daalt de route naar de lagere gelegen plaats Vianden.
Tussen de N7 en Vianden behoort de route qua weg tot de betere CR-wegen. Het gehele traject bevat bredere rijstroken en de bochten zijn voor de begrippen van de CR-wegen ruim te noemen. Voor Vianden passeert de route de Niklosberg met het daarbij behorende Stuwmeer van Vianden.

## Plaatsen langs de CR322
- Kautenbach
- Consthum
- Holzthum
- Weiler
- Vianden

## CR322a
De CR322a is een verbindingsweg bij Wahlhausen. De ongeveer 1 kilometer lange route verbindt de CR322 vanuit zuidelijke richting met de CR322b in Wahlhausen.

## CR322b
De CR322b is een verbindingsweg bij Wahlhausen. De ongeveer 1,4 kilometer lange route verbindt de CR322 uit noordelijke richting met Wahlhausen.

## CR322c
De CR322c is een aftakkingsweg bij Dickt. De ongeveer 500 meter lange route verbindt de CR322 met een recreatiepark.
CR101 ·
CR102 ·
CR103 ·
CR104 ·
CR105 ·
CR106 ·
CR107 ·
CR108 ·
CR109 ·
CR110 ·
CR111 ·
CR112 ·
CR113 ·
CR114 ·
CR115 ·
CR116 ·
CR117 ·
CR118 ·
CR119 ·
CR120 ·
CR121 ·
CR122 ·
CR123 ·
CR124 ·
CR125 ·
CR126 ·
CR127 ·
CR128 ·
CR129 ·
CR130 ·
CR131 ·
CR132 ·
CR133 ·
CR134 ·
CR135 ·
CR136 ·
CR137 ·
CR138 ·
CR139 ·
CR140 ·
CR141 ·
CR142 ·
CR143 ·
CR144 ·
CR145 ·
CR146 ·
CR147 ·
CR148 ·
CR149 ·
CR150 ·
CR151 ·
CR152 ·
CR153 ·
CR154 ·
CR155 ·
CR156 ·
CR157 ·
CR158 ·
CR159 ·
CR160 ·
CR161 ·
CR162 ·
CR163 ·
CR164 ·
CR165 ·
CR166 ·
CR167 ·
CR168 ·
CR169 ·
CR170 ·
CR171 ·
CR172 ·
CR173 ·
CR174 ·
CR175 ·
CR176 ·
CR177 ·
CR178 ·
CR179 ·
CR180 ·
CR181 ·
CR182 ·
CR183 ·
CR184 ·
CR185 ·
CR186 ·
CR187 ·
CR188 ·
CR189 ·
CR190
CR200 ·
CR201 ·
CR202 ·
CR203 ·
CR204 ·
CR205 ·
CR206 ·
CR207 ·
CR208 ·
CR210 ·
CR211 ·
CR212 ·
CR213 ·
CR215 ·
CR216 ·
CR217 ·
CR218 ·
CR219 ·
CR220 ·
CR221 ·
CR222 ·
CR223 ·
CR224 ·
CR225 ·
CR226 ·
CR227 ·
CR228 ·
CR229 ·
CR230 ·
CR231 ·
CR232 ·
CR233 ·
CR234
CR301 ·
CR302 ·
CR303 ·
CR304 ·
CR305 ·
CR306 ·
CR307 ·
CR308 ·
CR309 ·
CR310 ·
CR311 ·
CR312 ·
CR313 ·
CR314 ·
CR315 ·
CR316 ·
CR317 ·
CR318 ·
CR319 ·
CR320 ·
CR321 ·
CR322 ·
CR323 ·
CR324 ·
CR325 ·
CR326 ·
CR327 ·
CR328 ·
CR329 ·
CR330 ·
CR331 ·
CR332 ·
CR333 ·
CR334 ·
CR335 ·
CR336 ·
CR337 ·
CR338 ·
CR339 ·
CR340 ·
CR341 ·
CR342 ·
CR343 ·
CR344 ·
CR345 ·
CR346 ·
CR347 ·
CR348 ·
CR349 ·
CR350 ·
CR351 ·
CR352 ·
CR353 ·
CR354 ·
CR355 ·
CR356 ·
CR357 ·
CR358 ·
CR359 ·
CR360 ·
CR361 ·
CR362 ·
CR364 ·
CR365 ·
CR366 ·
CR367 ·
CR368 ·
CR369 ·
CR370 ·
CR371 ·
CR372 ·
CR373 ·
CR374 ·
CR375 ·
CR376 ·
CR377 ·
CR378 ·
CR379
Routes die cursief vermeld staan, zijn voormalige routes.